# Alma Rosé

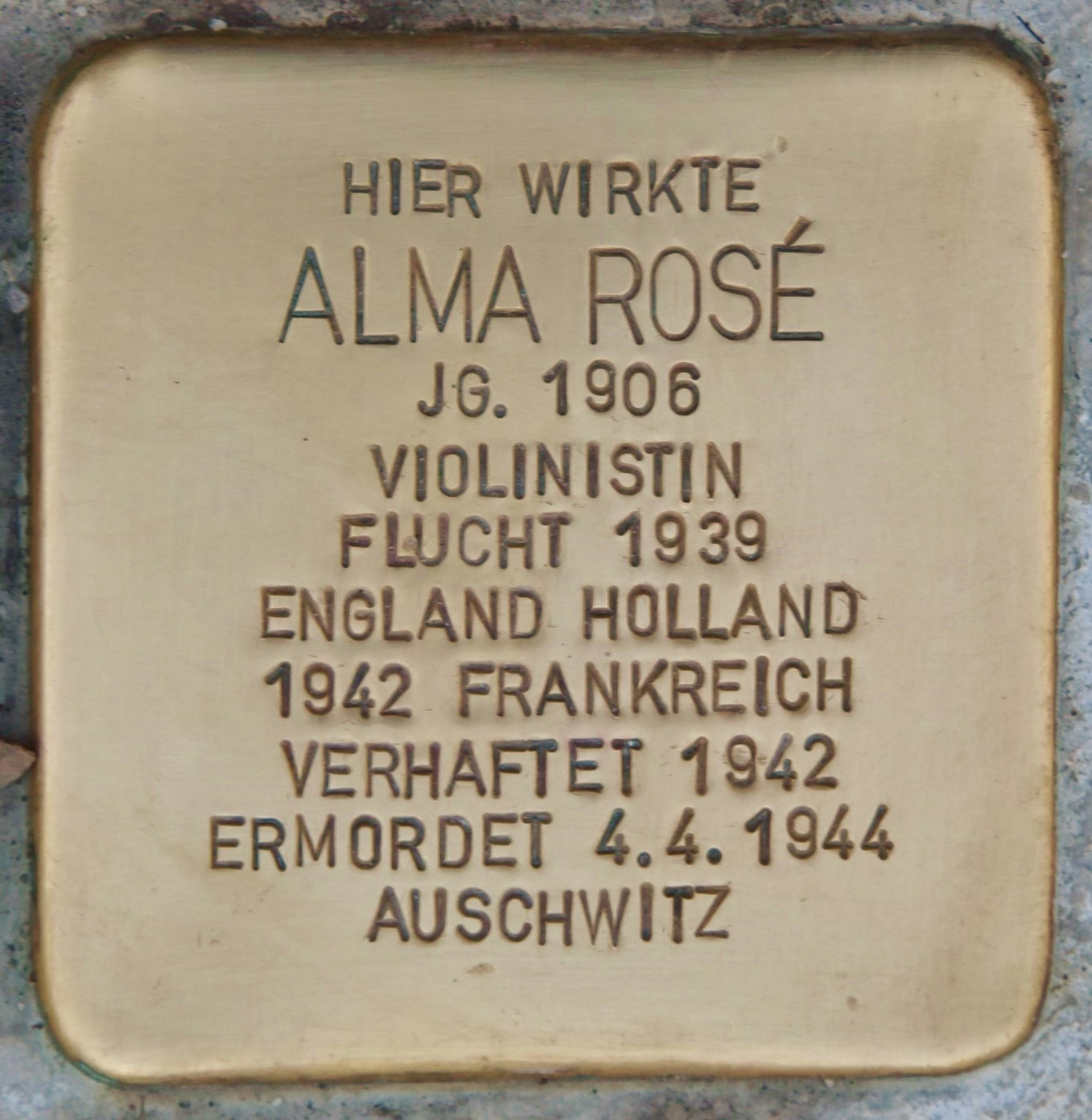
Een Stolperstein van Alma Rosé, geplaatst in Salzburg

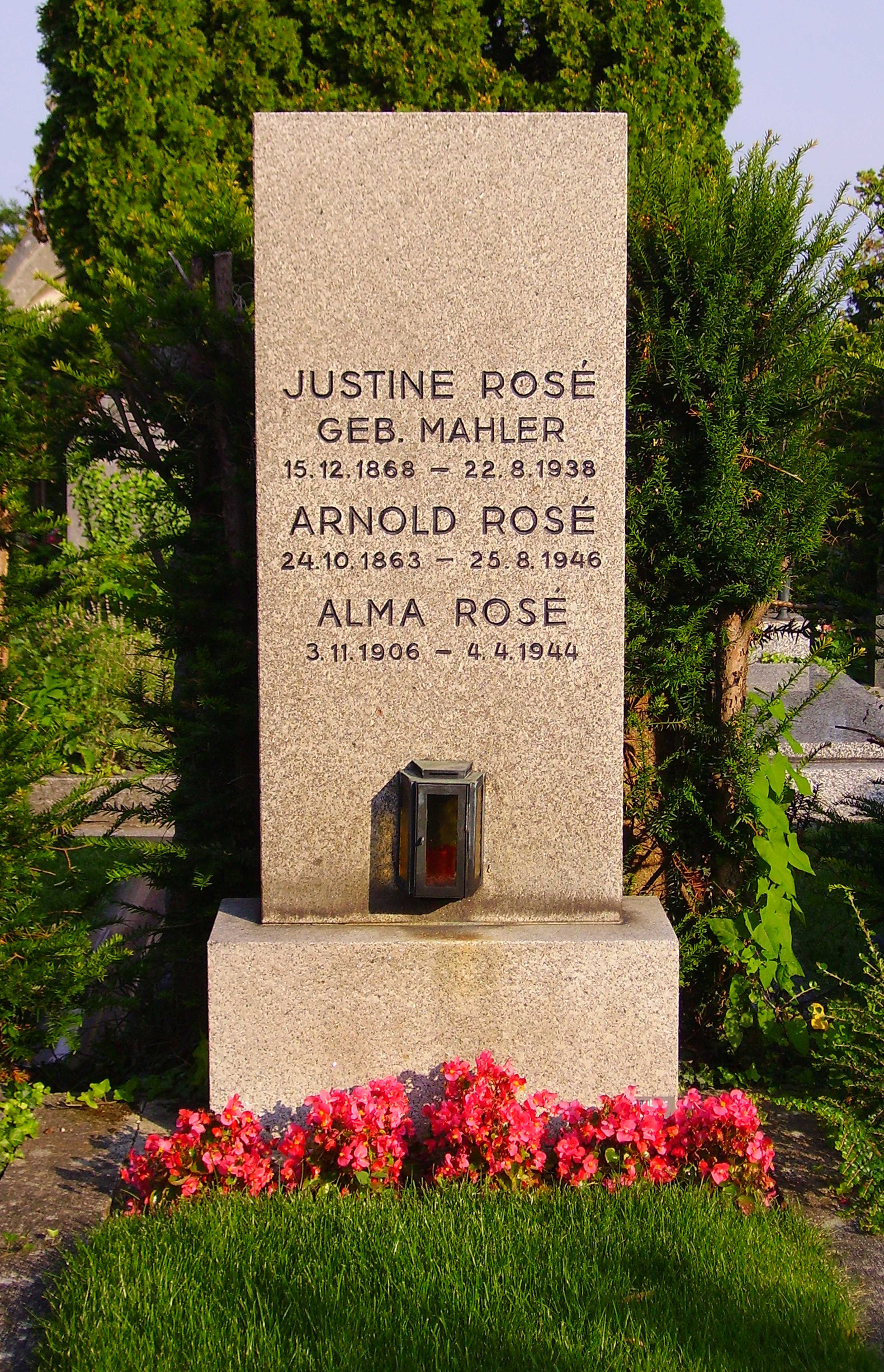
Graf van Justine en Arnold Rosé in het Grinzing Friedhof, met een inscriptie voor Alma Rosé

Alma Maria Rosé (Wenen (Oostenrijk-Hongarije), 3 november 1906 – Auschwitz-Birkenau, 4 april 1944) was een Oostenrijkse violiste van joodse afkomst, die tien maanden lang het meisjesorkest van Auschwitz dirigeerde.

## Biografie
Rosé werd in 1906 in Wenen geboren, toen onderdeel van het Oostenrijks-Hongaarse Rijk, als dochter in een muzikaal en welgesteld gezin. Het gezin was van joodse afkomst, maar bekeerd tot het Christendom. Haar vader Arnold Josef Rosé (geboren als Arnold Rosenblum) was violist in het Rozenkwartet en tevens concertmeester van zowel het Weens Filharmonisch Orkest (van 1881 tot 1938) als de Weense Staatsopera, en haar moeder Justine was een zuster van de componist Gustav Mahler. Rosé was vernoemd naar haar tante, de componiste Alma Mahler-Werfel.
In deze muzikale familie was ze voorbestemd om violiste te worden. Haar vader was een gerespecteerde vioolleraar aan het Weense conservatorium en leerde haar het instrument bespelen. Rosé was veertien jaar toen ze voor het eerst in het openbaar optrad, en ze gaf haar eerste grote concert in 1926 op twintigjarige leeftijd in de Wiener Musikverein, onder leiding van haar vader.
Op 16 september 1930 trouwde ze in Wenen met de Tsjechische Váša Příhoda, op dat moment een van de meest veelbelovende violisten ter wereld. Het koppel ging in Praag wonen en maakte met succes gezamenlijke concertreizen. Rosé richtte in 1932 het vrouwenorkest Die Wiener Walzermädeln (De Weense walsmeisjes) op. Het muziekensemble onderscheidde zich door de kwalitatief zeer goede uitvoering en trad met succes op door heel Europa.
Door grote onderlinge karakterverschillen tussen Rosé en Příhoda bekoelde de liefde en werd het huwelijk in 1935 ontbonden. In de geschiedschrijving is later gesuggereerd dat de scheiding plaatsvond vanwege de rassenwetten van Neurenberg die in september van dat jaar in Duitsland werden ingevoerd. Een vrouw van joodse afkomst zou een succesvolle carrière van Příhoda in Duitsland in de weg hebben kunnen staan. Echter trouwde hij in 1936 wederom een Joodse vrouw.    

### Tweede Wereldoorlog
In maart 1938 vond de Anschluss plaats en werd Oostenrijk door nazi-Duitsland geannexeerd. Vanaf dat moment werden Rosé en haar familie steeds verder beperkt in werken en optreden. Haar vader Arnold raakt al zijn betrekkingen kwijt en de familie kwam financieel aan de grond te zitten. Met financiële hulp van vrienden vluchtte hij in mei 1939 op 75-jarige leeftijd – zonder zijn vrouw Justine, zij was 22 augustus 1938 na een ziekbed overleden – naar Londen. Alma was enkele maanden daarvoor vooruitgegaan om voorbereidingen te treffen. Aldaar wisten de twee het Rozenkwartet een nieuw leven in te blazen. Maar omdat Alma geen vergunning had om als soliste in Engeland te werken, ging ze eind 1939 – toen de Tweede Wereldoorlog reeds was uitgebroken – naar Nederland voor een goedbetaalde opdracht, waarmee ze haar vader in Londen zou kunnen onderhouden.
Alma Rosé kwam daar echter vast te zitten na de Duitse aanval op Nederland in mei 1940. Tussen januari 1941 en augustus 1942 gaf Rosé samen met de Hongaarse pianist Géza Frid illegale huisconcerten. Ze ging een schijnhuwelijk aan met de Nederlandse ingenieur Constant August van Leeuwen Boomkamp, broer van de bekende cellist Carel van Leeuwen Boomkamp, in de veronderstelling dat ze beschermd zou worden door zijn achternaam. Toch kreeg ze in december 1942 een bevel om zich te melden. Rosé probeerde via Frankrijk naar Zwitserland te vluchten, maar werd in Dijon door de Gestapo opgepakt en overgebracht naar internerings- en doorgangskamp Drancy, ten noorden van Parijs.
Arnold Rosé bleef achter in Engeland, waar hij op 25 augustus 1946 op 82-jarige leeftijd overleed aan hartfalen.

### Auschwitz en het meisjesconcert
Na enkele maanden in Drancy werd Rosé in juli 1943 gedeporteerd naar het concentratiekamp Auschwitz. Bij aankomst werd ze naar blok 10 gestuurd, de plaats waar medische experimenten werden uitgevoerd. Omdat ze stond ingeschreven onder de naam van haar Nederlandse tweede echtgenoot, wisten nazi-functionarissen niet wie ze was. Toen er echter een verzoek werd gedaan om een violiste voor de verjaardag van een hooggeplaatst persoon, maakte ze zoveel indruk op de bewakers met haar virtuositeit dat ze direct werd overgeplaatst naar Birkenau en daar in augustus 1943 dirigente werd van het het meisjesorkest van Auschwitz, als vervangster van de Poolse muzieklerares Zofia Czajkowska.
Het orkest – een idee van de beruchte kampbewaakster Maria Mandl – speelde marsen wanneer de dwangarbeiders het kamp verlieten voor hun dagelijkse werk en wanneer ze weer terugkeerden. Ze gaven ook concerten voor de SS’ers en speelden als treinen met Joden aankwamen, om een goede indruk te wekken. Het orkest bestond voornamelijk uit amateurmusici, met accordeonisten (waaronder Flora Jacobs en Esther Bejarano), een mandolinespeelster en een strijkerssectie (zo speelde Anita Lasker-Wallfisch de cello). De vaardigheden en discipline van Rosé zorgden voor een snelle en dramatische verbetering van de kwaliteit van het orkest. 

### Overlijden
Het laatste concert van Rosé was op een besloten SS-feest op 2 april 1944. Vlak daarna werd ze plotseling ziek en kampte ze met hoofd- en buikpijn en hoge koorts. Rosé stierf op 4 april 1944 op 37-jarige leeftijd in het kampziekenhuis in blok 4, waarschijnlijk aan de gevolgen van voedselvergiftiging.

## Nagedachtenis
Het lichaam van Rosé is na haar overlijden verbrand in de verbrandingsovens van Auschwitz en ze heeft nooit een graf gekregen. Haar naam is daarom bijgeschreven op het graf van haar ouders op de Weense begraafplaats Grinzing. 
In Wenen is er een steeg, de Alma-Rosé-Gasse, naar haar vernoemd, evenals een park in het district Floridsdorf. In het museum Hauses der Geschichte Österreich is in 2019 een Alma Rosé Plateau gemaakt, een installatie bestaand uit zestig lessenaars, die elk gegroepeerd zijn in de vorm van een boog, die doet denken aan een orkestformatie. Op 17 augustus 2020 werd in Salzburg een Stolperstein voor Alma Rosé voor het Huis voor Mozart gelegd, een gebouw van de Salzburger Festspiele.
De geschiedenis van Alma Rosé en haar rol binnen het meisjesorkest van Auschwitz is in verschillende boeken beschreven, waaronder Alma Rosé – Vienna to Auschwitz, geschreven door Richard Newman en Karen Kirtley.
- Bibsys: 1085907
- Bibliothèque nationale de France: cb13742758b (data)
- Gemeinsame Normdatei: 122169018
- International Standard Name Identifier: 0000 0001 0977 8853
- Library of Congress Control Number: nr95011401
- MusicBrainz: 5d0c4ac9-ff80-4a59-a09a-fd47e67af355
- Nationale Bibliotheek van Tsjechië: jo2015895402
- Nationale Bibliotheek van Israël: 987007267387405171
- Nederlandse Thesaurus van Auteursnamen: 197469833
- Réseau des bibliothèques de Suisse occidentale: 02-A027425679
- LIBRIS: 277146
- Système universitaire de documentation: 077661052
- Virtual International Authority File: 59959386
- WorldCat: E39PBJcgty93drFQgYv4kmhCQq